# Serra Nova Dourada
Serra Nova Dourada é um município brasileiro do estado de Mato Grosso. Localiza-se no noroeste matrogrossense, distando 868 km de Cuiabá, a capital do estado. Ocupa uma área de 1 490,793 km², e sua população no censo de 2022 do Instituto Brasileiro de Geografia e Estatística era de 1 800 habitantes, sendo o segundo município menos populoso do estado.
A sede tem uma temperatura média anual de 24 ºC. O seu Índice de Desenvolvimento Humano (IDH) foi inferido em 0,664 no ano de 2010, considerado como médio pelo Programa das Nações Unidas para o Desenvolvimento (PNUD). Seu Produto Interno Bruto (PIB) foi estimado em R$ 74,485 milhões no ano de 2021.

## História
O processo de emancipação se iniciou na década de 1990, quando era um distrito pertencente ao município de Alto Boa Vista. Em junho de 1995, a Comissão Pró-Emancipação estabelecida encaminhou correspondência para a Assembleia Legislativa de Mato Grosso, cujo conteúdo expressava o desejo dos eleitores na obtenção da emancipação. Seu nome inicial era "Serra Dourada", ao qual foi acrescido o termo "Nova" para evitar a duplicidade com Serra Dourada, município da Bahia. A legislação brasileira proíbe a criação de municípios com nomes idênticos aos existentes desde o ano de 1984.
Serra Nova Dourada foi criada pela Lei Estadual n.º 7.172, de 29 de setembro de 1999, de autoria dos deputados Jorge Abreu e Humberto Bosaipo. Sua área territorial foi atribuída pelo desmembramento dos municípios de Alto Boa Vista e São Félix do Araguaia. A instalação do município ocorreria com a possa do prefeito, vice-prefeito e vereadores eleitos na eleição municipal seguinte. A eleição foi realizada em 3 de outubro de 2000, culminando na eleição de Marcos Roberto Reinart como o primeiro prefeito. A instalação da municipalidade ocorreu em 1.º de janeiro de 2001.

## Geografia
O município está localizado na região noroeste do estado de Mato Grosso, estando distante a 868 quilômetros de Cuiabá, capital estadual. Situa-se a 11º58'41" de latitude sul e 51º34'57" de longitude oeste. Com uma área de 1.490,793 km², limita-se com os municípios de Alto Boa Vista, Bom Jesus do Araguaia, São Félix do Araguaia e Novo Santo Antônio. De acordo com a divisão do Instituto Brasileiro de Geografia e Estatística, pertence às Regiões Geográficas Intermediária de Barra do Garças e Imediata de Confresa-Vila Rica.
Sua altitude varia de 350 a 500 metros acima do nível do mar. Seu clima é predominantemente tropical continental, com temperatura média anual de 24°C. Com índice de pluviosidade anual de 1.750 mm, possui chuvas distribuídas durante todo o ano, de modo que a estiagem não é muito intensa ou prolongada. Entre os solos registrados no município, está o latossolo vermelho-escuro. Pertence à bacia hidrográfica do Tocantins, sendo que o rio principal, nos limites municipais, é o Comandante Fontoura.

## Demografia
Em 2022, a população do município foi contada pelo Instituto Brasileiro de Geografia e Estatística em 1 800 habitantes. Dos 142 municípios de Mato Grosso, era um dos menos populosos (140.ª posição). De acordo com o censo daquele ano, 960 (53,33%) habitantes eram homens e 840 (46,67%) mulheres. A composição racial era formada por 62,7% de pardos, 27,5% de brancos e 8,8% de pretos.
O Índice de Desenvolvimento Humano Municipal (IDH-M) de Serra Nova Dourada, de 0,664 em 2010, era considerado médio pelo Programa das Nações Unidas para o Desenvolvimento (PNUD). O mesmo indicador havia sido apurado em 0,498 em 2000. Considerando-se apenas o índice de educação, o valor é de 0,560, sendo o de longevidade 0,819 e o de renda 0,638. O coeficiente de Gini, que mede a desigualdade social, era de 0,44, sendo que 1,00 é o pior número e 0,00 é o melhor. A taxa de mortalidade infantil era de 16,80 e a expectativa de vida era de 74,12 anos.

## Política e administração
O Poder Executivo do município é chefiado pelo prefeito, auxiliado por sete secretários. Desde janeiro de 2021, o executivo é comandado por Elson Mara, enquanto o vice-prefeito é João Bolacha. Ambos foram eleitos em novembro de 2020 com 409 votos (32,00%).
O Poder Legislativo é representado pela Câmara Municipal de Vereadores, da qual integram nove vereadores. O legislativo é dirigido pelo presidente, além do vice-presidente e do secretário. Cabe à casa elaborar e votar leis fundamentais à administração e ao Executivo, além de fiscalizá-lo.
O município é jurisdicionado pela Comarca de Ribeirão Cascalheira, do Tribunal de Justiça de Mato Grosso.
Na política nacional, Jair Bolsonaro (PL) obteve 747 votos (67,48%) no segundo turno da eleição presidencial de 2022, superando o presidente eleito Luiz Inácio Lula da Silva, o qual recebeu 360 votos (32,52%). Para o governo de Mato Grosso, Mauro Mendes (UNIÃO) angariou 900 votos (84,67%), enquanto Wellington Fagundes (PL) conseguiu 641 votos (84,23%).
| Ano  | Eleitorado | Candidato eleito             | Votos - %    | Segundo colocado         | Votos - %    | Outros       | Votos brancos e nulos |
| ---- | ---------- | ---------------------------- | ------------ | ------------------------ | ------------ | ------------ | --------------------- |
| 2020 | 1.578      | Elson Mará - PP              | 409 - 32%    | Frittz - MDB             | 388 - 30,36% | 481 - 37,64% | 36 - 2,74%            |
| 2016 | 1.426      | Ozemar - PSDB                | 734 - 57,17% | Japonês - PSD            | 550 - 42,83% | -            | 36 - 2,73%            |
| 2012 | 1.468      | Japonês - PSD                | 591 - 49,13% | Ozemar - PSDB            | 356 - 29,59% | 256 - 21,28% | 32 - 2,59%            |
| 2008 | 1.186      | Valdivino Candido - PMDB     | 503 - 52,62% | Japonês - DEM            | 453 - 47,38% | -            | 52 - 5,18%            |
| 2004 | 1.148      | Marcos Roberto Reinert - PPS | 482 - 55,79% | Valdivino Candido - PMDB | 382 - 44,21% | -            | 42 - 4,64%            |
| 2000 | 741        | Marcos Roberto Reinert - PPS | 219 - 37,43% | Gilberto Candido - PMDB  | 199 - 34,01% | 167 - 28,56% | 20 - 3,30%            |

| Ano  | Eleitorado | Primeiro colocado      | Votos - %    | Segundo colocado               | Votos - %    | Outros | Votos brancos e nulos |
| ---- | ---------- | ---------------------- | ------------ | ------------------------------ | ------------ | ------ | --------------------- |
| 2022 | 1.623      | Jair Bolsonaro - PL    | 747 - 67,48% | Luiz Inácio Lula da Silva - PT | 360 - 32,52% | -      | 16 - 1,42%            |
| 2018 | 1.379      | Jair Bolsonaro - PSL   | 549 - 63,47% | Fernando Haddad - PT           | 316 - 36,53% | -      | 28 - 3,13%            |
| 2014 | 1.085      | Aécio Neves - PSDB     | 523 - 66,71% | Dilma Rousseff - PT            | 261 - 33,29% | -      | 16 - 2,00%            |
| 2010 | 1.167      | José Serra - PSDB      | 395 - 62,40% | Dilma Rousseff - PT            | 238 - 37,60% | -      | 13 - 2,01%            |
| 2006 | 1.055      | Geraldo Alckmin - PSDB | 429 - 70,44% | Luiz Inácio Lula da Silva - PT | 180 - 29,56% | -      | 17 - 2,71%            |
| 2002 | 794        | José Serra - PSDB      | 219 - 53,41% | Luiz Inácio Lula da Silva - PT | 191 - 46,59% | -      | 20 - 4,65%            |

## Economia
O Produto Interno Bruto (PIB) de Serra Nova Dourada foi estimado em R$ 74,485 milhões no ano de 2021. Em 2010, 63,54% da população maior de dezoito anos era economicamente ativa, enquanto que a taxa de desocupação era de 6,45%. O salário médio foi aferido em 2,4 salários mínimos no ano de 2021.
Em 2017, as receitas orçamentárias do município eram de R$ 14,533 milhões, enquanto os gastos orçamentários somavam R$ 11,200 milhões.